# Ерік Карл
Ерік Карл (англ. Eric Carle; 25 червня 1929, Сірак'юс, Нью-Йорк — 23 травня 2021, Нортгемптон, Массачусетс) — американський письменник, дизайнер та ілюстратор дитячих книг. Його книжка з картинками «Дуже голодна гусениця» 1969 року перекладена більш ніж 66 мовами та продана тиражем понад 50 мільйонів примірників. Його кар'єра ілюстратора й автора дитячих книг стала плідною завдяки спільній роботі над книгою «Коричневий ведмідь, бурий ведмідь, що ти бачиш?». Карл проілюстрував понад як 70 книг, більшість з яких він написав, у всьому світі продано понад 145 мільйонів примірників його книг.

## Раннє життя, сім'я та освіта
Народився 25 червня 1929 року у Сірак'юсі, штат Нью-Йорк, в сім'ї Йоганни (до шлюбу Оельшлегер) та Еріха В. Карла, державного службовця. Коли йому було шість років, його мама, сумуючи за рідною домівкою у Німеччині, повезла сім'ю до Штутгарта. Там Карл здобув освіту та закінчив місцеву художню школу, Державну академію образотворчих мистецтв Штутгарта. На початку Другої світової війни (1939) батька призвали до німецької армії і він потрапив у радянський полон після капітуляції Німеччини у травні 1945 року. Додому він повернувся наприкінці 1947 року, вагою 39 кг. Роками пізніше Карл розповів «Ґардіан», що після військової служби батько повернувся зламаною людиною, згадуючи, що Еріх був «хворою людиною. Психологічно та фізично спустошеною».
Карла відправили до невеликого містечка Швеннінген, щоб врятувати його під час бомбардувань Штутгарта. У 15 років німецький уряд завербував його копати окопи на лінії Зігфрида. За словами його дружина, тому він страждає від посттравматичного стресу:
Ви знаєте про лінію Зігфріда? Копати окопи. У п'ятнадцять. І першого дня трьох людей убили за кілька футів від нас. Не дітей — російських полонених чи щось таке. Прийшли медсестри і почали плакати. А в Штутгарті, нашому рідному місті, наш будинок був єдиним, що встояв. Коли я кажу «встояв», я маю на увазі, що даху, вікон не було, і дверей. І... ось і все.

## Кар'єра
Карл сумував за домівкою, тому повернулася і 1952 року оселилася в Нью-Йорку, маючи лише 40 доларів. Влаштувався графічним дизайнером у відділі просування «Нью-Йорк таймс». Карла призвали до лав армії США під час Корейської війни та розмістили в Німеччині у 2-й бронетанковій дивізії на посаді поштового клерка. Після звільнення повернувся на свою роботу в «Нью-Йорк таймс». Пізніше став артдиректором рекламного агентства.

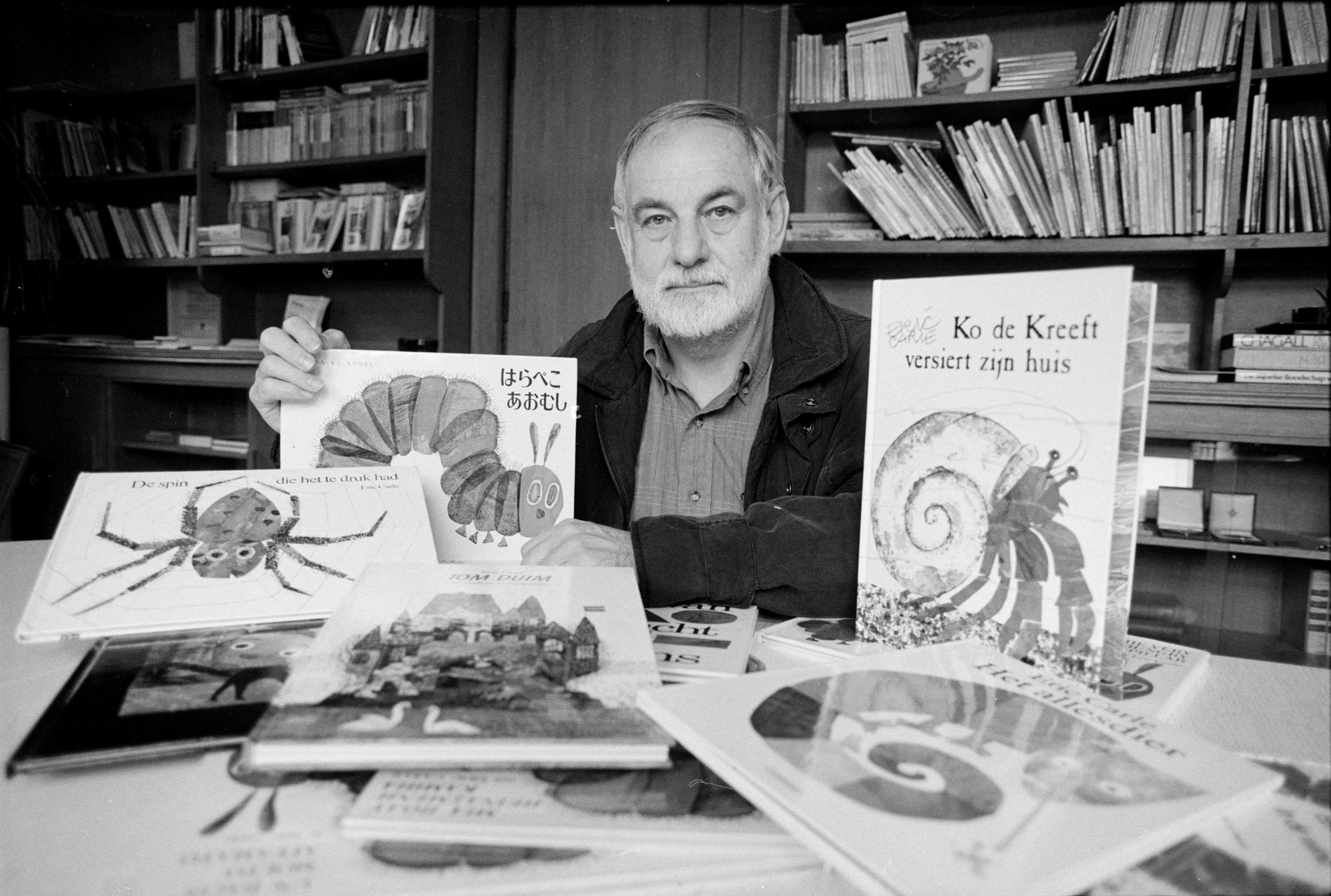
Ерік Карл з деякими своїми книгами, 1988

Викладач і письменник Білл Мартін-молодший помітив ілюстрацію червоного омара, який Карл створив для реклами, і запросив його попрацювати над книжкою-картинкою.
1967 року у видавництві Henry Holt&Co. вийшла друком книжка «Бурий ведмідь, бурий ведмідь, що ти бачиш?», яка стала бестселером. З цього почалася кар'єра Карла як ілюстратора, і невдовзі він писав й ілюстрував власні оповідання. Його першими книгами як автора й ілюстратора були «1, 2, 3 to the Zoo» та «Дуже голодна гусениця» 1969 року. За результатами опитування 2012 року читачів журналу «School Library Journal», дитяча книжка-картинка «Дуже голодна гусениця» посіла друге місце після «Де живуть дикі тварини» Моріса Сендака.
Художні роботи Карл створював як колаж з використанням розписаного вручну паперу, який він вирізав і нашаровував, створюючи яскраві та барвисті зображення. Багато книг Карла мають додаткові деталі — висічені сторінки, мерехтливі елементи, як у «Дуже самотньому світлячку», навіть реалістичний звук пісні цвіркуна, як у «Дуже тихому цвіркуні». Теми його оповідань зазвичай черпаються з природи та натхненні прогулянками луками та лісами, на які батько брав його.
За словами Карла:
У багатьох своїх книгах я намагаюся подолати розрив між домом і школою. Для мене дім уособлює, або має уособлювати: тепло, безпеку, іграшки, тримання за руки, відчуття, що тебе обіймають. Школа — це дивне та нове місце для дитини. Чи буде воно щасливим? Там нові люди, вчитель, однокласники — чи будуть вони дружніми?
Я вважаю, що перехід з дому до школи – це друга за величиною травма дитинства; перша – це, звичайно, народження. Дійсно, в обох випадках ми залишаємо місце тепла та захисту для невідомого. Невідоме часто приносить із собою страх. У своїх книгах я намагаюся протидіяти цьому страху, замінити його позитивним посланням. Я вірю, що діти від природи творчі та прагнуть навчатися. Я хочу показати їм, що навчання – це справді захопливо та весело.
Карл з дружиною Барбарою Моррісон заснував Музей мистецтва ілюстрованих книг Еріка Карла, присвячений мистецтву дитячих книг, в Амгерсті, штат Массачусетс, поруч із Гемпширським коледжем. За даними музею, з моменту відкриття його 2002 року його відвідало понад мільйон гостей.

## Відзнаки та нагороди
Отримав численні почесні ступені від коледжів й університетів, зокрема від Вільямс-коледжу 2016 року, Сміт-коледжу 2014 року, Аппалачського державного університету 2013 року та Бейтс-коледжу 2007 року.
Лавреат численних нагород за свій внесок у дитячу літературу, зокрема Японської премії за ілюстровані книги, медалі Реджини та нагороди за життєві досягнення від Товариства ілюстраторів. 2003 року отримав премію імені Лори Інґоллс Вайлдер від професійних дитячих бібліотекарів, яка ушановує автора чи ілюстратора, чиї книги, опубліковані в США, зробили «суттєвий і незабутній внесок у дитячу літературу». Комітет відзначив «візуальні спостереження Карла за світом природи» та його інноваційні дизайни: «Виводячи колаж на новий рівень, Карл створює книги, використовуючи яскраві кольори та грайливі дизайни, часто додаючи інтерактивні елементи, тактильні чи слухові деталі, висічені сторінки, розкладні сторінки й інші інноваційні способи використання простору сторінок». 2010 року номінований у США на міжнародну премію імені Ганса Крістіана Андерсена, «найвище міжнародне визнання, яке надається автору й ілюстратору дитячих книг».
Google ушанував Карла та його книгу «Дуже голодна гусениця», представивши тимчасовий малюнок, який розробив Карл, на головній сторінці компанії 20 березня 2009 року на честь початку весни.
2019 року на честь Карла назвали павука-стрибуна, який схожий на гусеницю, на честь 50-ї річниці публікації книги «Дуже голодна гусениця» та на честь його 90-річчя.
Виставка у Першому художньому музеї Нашвілла, штат Теннессі, «Книжки-картинки Еріка Карла: святкування 50 років „Дуже голодної гусениці“», проходила з 18 жовтня 2019 року до 23 лютого 2020 року ї. У листопаді 2019 року Карл продав свої права на публікацію видавництву Penguin Random House.

## Особисте життя

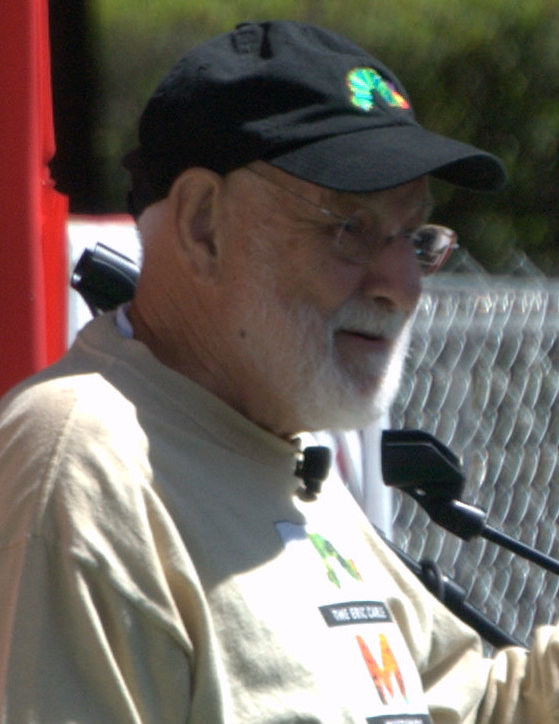
Ерік Карл, 2009

Протягом понад 30 років Карл та його друга дружина, Барбара (Моррісон) Карл, мешкали в Нортгемптоні, штат Массачусетс, а також у зимовому будинку в Кі-Ларго, штат Флорида. Карл мав сина та доньку.
Помер у своїй літній студії в Нортгемптоні від ниркової недостатності 23 травня 2021 року у 91 рік. Офіційне оголошення по смерть з'явилося на вебсайті 26 травня 2021 року. Його дружина Барбара померла 2015 року у своєму будинку в Північній Кароліні.

## Вибіркові твори
Автор понад 70 книг, які загалом продалися тиражем понад 170 мільйонів примірників.
- 1967 Brown Bear, Brown Bear, What Do You See? (ілюстратор)
- 1968 1, 2, 3 to the Zoo
- 1969 The Very Hungry Caterpillar
- 1970 Pancakes, Pancakes!
- 1970 The Tiny Seed
- 1970 Tales of the Nimipoo (ілюстратор)
- 1970 The Boastful Fisherman (ілюстратор)
- 1971 Feathered Ones and Furry (ілюстратор)
- 1971 The Scarecrow Clock (ілюстратор)
- 1971 Do You Want to Be My Friend?
- 1972 Rooster's Off to See the World
- 1972 The Secret Birthday Message
- 1972 Walter the Baker
- 1973 Do Bears Have Mothers Too? (ілюстратор)
- 1973 Have You Seen My Cat?
- 1973 I See a Song
- 1974 Why Noah Chose the Dove (ілюстратор)
- 1974 All About Arthur
- 1975 The Hole in the Dike (ілюстратор)
- 1975 The Mixed-Up Chameleon
- 1977 The Grouchy Ladybug
- 1981 The Honeybee and the Robber
- 1982 Otter Nonsense (ілюстратор)
- 1983 Chip Has Many Brothers (ілюстратор)
- 1984 The Very Busy Spider
- 1985 The Foolish Tortoise (ілюстратор)
- 1985 The Greedy Python (ілюстратор)
- 1985 The Mountain That Loved a Bird (ілюстратор)
- 1986 Papa, Please Get the Moon for Me
- 1986 All in a Day (ред. Міцумаса Анно)
- 1987 A House for Hermit Crab
- 1988 The Lamb and the Butterfly (ілюстратор)
- 1988 The Rabbit and the Turtle
- 1989 Animals, Animals
- 1990 The Very Quiet Cricket
- 1991 Polar Bear, Polar Bear, What Do You Hear? (ілюстратор)
- 1991 Dragons, Dragons
- 1992 Draw Me a Star
- 1993 Today is Monday (ілюстратор)
- 1994 My Apron
- 1995 The Very Lonely Firefly
- 1996 Little Cloud
- 1997 From Head to Toe
- 1998 Hello, Red Fox
- 1999 The Very Clumsy Click Beetle
- 2000 Does a Kangaroo Have a Mother, Too?
- 2000 Dream Snow
- 2002 «Slowly, Slowly, Slowly,» Said the Sloth
- 2003 Where Are You Going? To See My Friend!
- 2003 Panda Bear, Panda Bear, What Do You See? (ілюстратор)
- 2004 Mister Seahorse
- 2005 10 Little Rubber Ducks
- 2007 Baby Bear, Baby Bear, What Do You See? (ілюстратор)
- 2011 The Artist Who Painted a Blue Horse
- 2013 Friends
- 2015 The Nonsense Show